# Ł
Ł (lille bogstav: ł) er et bogstav, der anvendes i flere sprog, herunder de vestslaviske sprog. På polsk udtales Ł som det engelske konsonantiske W (eksempelvis i 'Water').
Eksempler er på brugen er Złoty (udtales 'swote', da y-lyden på polsk er som den danske e-lyd til slut i et ord) og Łódź (udtales 'Woutch').